# Muhaqqaq

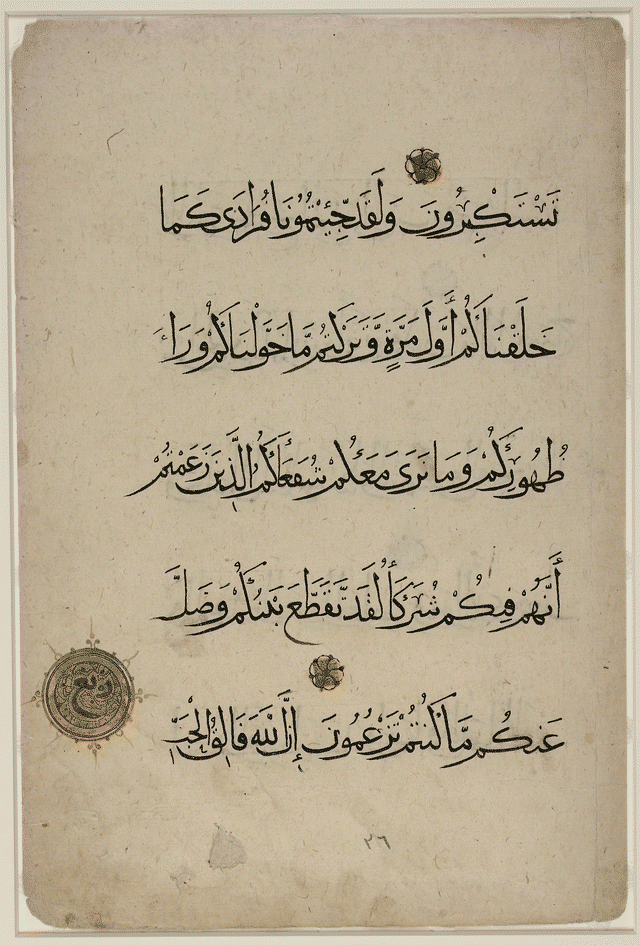
Manuscrito coránico escrito en estilo muhaqqaq

Muhaqqaq es uno de los seis estilos principales de caligrafía árabe. La palabra árabe muḥaqqaq (محقَّق) significa "consumado" o "claro", y originalmente se usaba para denotar cualquier texto de caligrafía realizada.
A menudo usado para copiar los maṣāḥif (sing. mushaf singular, hojas sueltas del Corán), este majestuoso estilo de escritura es considerado uno de los más bellos, así como uno de los más difíciles de ejecutar propiamente. El estilo vio su mayor uso durante la era mameluca (1250-1516). En el Imperio Otomano, fue desplazado gradualmente por los estilos thuluth y naskh y a partir del siglo XVIII, su uso se restringió en gran medida a escribir la basmala en hilyas (ornamentos dedicados a Mahoma).
La primera referencia a la escritura muḥaqqaq se halla en el Kitab al-Fihrist de Ibn al-Nadim, y el término probablemente se usa para denotar un estilo de escritura específico  desde el comienzo de la era abasí. Maestros calígrafos como Ibn Muqla e Ibn al-Bawwab contribuyeron al desarrollo de este y otros estilos, y definieron sus reglas y estándares dentro de la caligrafía islámica.